# Per huurkoets
Per huurkoets is een hoorspel van Arthur Adamov. En fiacre dateert van 1959. Han Meijer vertaalde het en de KRO zond het uit in het programma Dinsdagavondtheater op vrijdag 26 februari 1965, tussen 22.45 uur en 23.55 uur (met een herhaling op dinsdag 30 april 1968). De regisseur was Willem Tollenaar.

## Rolbezetting
- Nel Snel (Jeanne)
- Eva Janssen (Annette)
- Fé Sciarone (Clotilde)
- Wam Heskes (de koetsier)
- Paul van der Lek (de politiearts)
- Paula Majoor (de verpleegster)
- Tonny Foletta (de nachtwaker)
- Harry Bronk (de ziekenbroeder)

## Inhoud
Dit hoorspel is gebaseerd op een ware gebeurtenis die in 1902 plaatsvond in Parijs. Drie oude gezusters, die hun huis hebben verloren, zijn ten einde raad gaan wonen in huurkoetsen. Tijdens een van hun urenlange nachtelijke ritten wordt een van hen, al of niet met opzet, uit het rijtuig geduwd, waardoor ze dodelijk verongelukt. Daarna volgt een politieonderzoek. De auteur heeft dit bizarre voorval uitgesponnen in een krankzinnige dialoog waardoor het stuk balanceert tussen de farce en de nachtmerrie. De drie krijsende furies worden geplaagd door raadselachtige gebeurtenissen uit het verleden, door een scheldwoord dat ze telkens opvangen maar niet begrijpen, door seks en jaloezie, achterdocht en haat…